# مقاطعة كيوا (أوكلاهوما)
مقاطعة كيوا (بالإنجليزية: Kiowa County)‏ هي إحدى مقاطعات ولاية أوكلاهوما في الولايات المتحدة الأمريكية.